# Política Agrícola Comuna

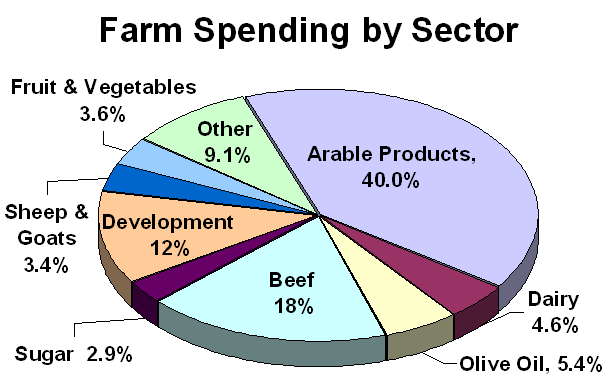
Despeses de la PAC.

La política agrícola comuna (PAC) és la política de la UE més important i un dels elements essencials del sistema institucional de la Unió Europea (UE). La PAC gestiona les subvencions que es donen a la producció agrícola a la Unió, el sistema de protecció a les fronteres, les regles del comerç interior i exterior i el control d'oferta. És el major intervencionisme econòmic supranacional des de la fi de la Segona Guerra Mundial.

## Història

### Fonamentació
La representació oficial de França en la Conferència de Messina de 1955 es va negar a signar el Tractat de Roma si no hi incloïa una política agrícola comuna que servira per a compensar la primacia de la indústria alemanya.
Els Tractats de Roma que van establir la PAC, van disposar que la UE (en aquell temps CE) havia de:
- incrementar la productivitat
- garantir un nivell de vida equitatiu a la població agrícola
- estabilitzar els mercats
- garantir la seguretat dels proveïments i assegurar al consumidor subministraments a preus raonables

La Conferència de Stressa, celebrada el juliol de 1958, va desenvolupar els objectius establerts en el Tractat de Roma junt a la creació de les seccions Garantia i Orientació del Fons Europeu d'Orientació i Garantia Agrària. De la conferència aquesta van emanar els tres principis bàsics de la PAC: unitat de mercat, preferència comunitària i solidaritat financera.

### Entrada en vigor
Va entrar en vigor per primera vegada el 1962. Aquesta política es va basar en l'article 39 del Tractat de Roma i va ser una política dissenyada per Mansholt i Pisani.
Amb el temps la PAC va aconseguir desenvolupar un dels tres principis de manera íntegra: el de preferència comunitària, traduint-se en l'autosuficiència de les produccions. Açò va ocórrer per la transformació radical de l'agricultura dels estats membres.
Entre 1962 i 1970, els estats membres pagaven directament les despeses comunitàries i demanaven tot seguit al FEOGA el reemborsament de les despeses corresponents. Els diners del FEOGA provenien de les contribucions dels pressupostos dels estats membres.
La PAC inicialment fou centrada en una política de preus, va generar excedents i desigualtat entre de rendes entre agricultors beneficiant als que treballaven explotacions de més de cent hectàrees. El 1968 es va llançar el Pla Mansholt per a tractar de readequar la PAC, canvi que realment s'inicià als anys setanta. Es va pretendre limitar el cost de l'augment dels excendents mitjançant quotes de producció i la contenció dels preus garantits.
El 1973, basant-se en el Pla Mansholt, s'aprovaren tres directives (72/159, 72/160 i 72/161), les quals mancaven adaptació per les diverses situacions de les regions.
El finançament seguint el principi de solidaritat va ser aplicat solament a partir de 1971.
El 1975 va ser dictada la Directiva 75/268/CEE, sobre l'agricultura de muntanya i certes zones desafavorides, per a paliar els efectes de la política de preus inicial de la PAC. Aquesta directiva establí la indemnització compensatòria.
La Reforma del 1992 va trencar amb el model tradicional passant del suport a la producció al suport al productor. La causa principal que motivà aquest canvi va ser "la notable dependència internacional de l'economia europea".
La distribució territorial del pressupost del FEOAGA va ser desigual, beneficiant les explotacions dels països continentals contra els països mediterranis.
La PAC ha contribuït al creixement econòmic, garantint el subministrament d'una àmplia gamma de productes alimentaris de qualitat intentant que els preus siguin raonables. La UE es va convertir en el primer importador i el segon exportador de productes agrícoles a nivell mundial. La PAC acapara prop de 50.000 milions d'euros anuals, el 50% del pressupost comunitari, encara que està baixant el seu pes al PIB de la UE (43% en 2004) i s'espera que disminueixi més en els pròxims anys (33% en 2013). La reforma aprovada el 2003, va canviar la forma que la UE dona suport al sector agrícola a partir de 2005, ja que establix un pagament desvinculat de la producció —desacoblament—, és a dir, una ajuda que s'abona independentment que l'agricultor produeixi o no i que s'anomena «pagament desacoblat». Aquest pagament està subjecte al compliment de la condicionalitat: bones condicions agràries i mediambientals i requisits legals i de gestió.

## Controvèrsia
La PAC ha rebut crítiques perquè parteix de la producció subvencionada es rebutja o s'envia a països pobres. Això provoca que els productes d'origen europeu, que han rebut una subvenció que baixa el preu del producte per sota del seu cost, siguin venuts a un preu artificialment baix, enfonsant les economies dels països pobres. No obstant això, sense la PAC, els agricultors europeus no podrien competir amb els d'altres països les condicions laborals dels quals són pèssimes —salaris baixos, explotació laboral, absència de seguretat social—, i que podrien millorar en absència de la PAC. A més, en alguns casos, també reben subvencions dels seus propis països i no ho comuniquen a l'OMC, de manera que hi ha poca transparència en les subvencions que els països pobres donen als seus agricultors, a diferència de les ajudes europees, la suma econòmica de les quals sempre es coneix.
També és criticada per la forma que s'assignen les subvencions. Algunes vegades s'ha assignat per superfície posseïda i no per producció, cosa que podia provocar que un agricultor que no produís, rebés la subvenció. O fins i tot que li resultés més rendible no produir perquè el producte el va a vendre més baix del seu cost real. No obstant això, àdhuc sense produir o produint poc, per a cobrar les ajudes de la PAC és obligatori ocupar una sèrie de treballs destinats a mantenir el medi ambient, a protegir l'ecosistema i a millorar la qualitat i la salubritat dels productes —condicionalitat—, pel que els agricultors també treballen encara que no produeixin, aconseguint-se d'aquesta manera el manteniment de les terres de cultiu. A més, si s'assigna la subvenció per producció, pot produir una sobreproducció si no es calcula bé.
Una altra crítica és que es reparteix el 70% de les subvencions entre el 20% dels agricultors. Per a evitar això, a partir dels 5000 euros d'ajuda, es reduïx en un 5% —4% en 2006— la quantitat a cobrar; és l'anomenada «modulació». Aquests diners reduïts es dedica a projectes de desenvolupament rural, principalment. No obstant això, gairebé no s'han reduït les desigualtats socials —per ser tant sota el percentatge de la modulació— entre grans terratinents —que necessiten menys ajudes— i petits agricultors, que són qui veritablement necessiten les ajudes de la PAC.

### Situació actual i perspectives
| 2 001                                    | Milions d'USD ($) | % del PIB | $/habitant | $/agricultor | $/hectàrea agrícola | *  |
| ---------------------------------------- | ----------------- | --------- | ---------- | ------------ | ------------------- | -- |
| UE                                       | 105 624           | 1,4       | 281        | 16           | 676                 | 35 |
| EUA                                      | 95 259            | 0,9       | 346        | 20           | 117                 | 21 |
| Japó                                     | 59 126            | 1,4       | 467        | 23           | 9709                | 59 |
| Mèxic                                    | 7 892             | 1,3       | 81         | 1            | 60                  | 19 |
| Canadà                                   | 5 154             | 0,7       | 168        | 9            | 53                  | 17 |
| Suïssa                                   | 4 672             | 1,9       | 650        | 27           | 2667                | 69 |
| Noruega                                  | 2 385             | 1,4       | 531        | 35           | 2086                | 67 |
| Austràlia                                | 1 177             | 0,3       | 61         | 2            | 2                   | 4  |
| (*) % del valor dels productes agrícoles |                   |           |            |              |                     |    |

Les perspectives del futur de la PAC s'han debatut recentment en el si de la Comissió europea i plasmat en la Comunicació "La revisió de la PAC", les línies de la qual de reforma tracten el RPU, certes mesures de mercat (intervenció en cereals, supressió de les quotes làcties) i nous desafiaments (augment de la modulació, canvi climàtic). Aquestes reformes es portaran a terme en el segon semestre d'enguany 2008 i reformaran els principals instruments legislatius que avui dia regulen la PAC.
Així mateix, la PAC sovint va ser tema de debat en el Parlament Europeu. A causa de la crisi mundial d'aliments i el canvi climàtic, aquesta estratègia agrícola europea és objecte de revisió. A principi de novembre de 2008, eurodiputats i membres dels parlaments nacionals van debatre en l'eurocambra com ha d'afrontar la PAC aquests i altres reptes.